# Pontellopsis krameri
Pontellopsis krameri is een eenoogkreeftjessoort uit de familie van de Pontellidae. De wetenschappelijke naam van de soort is voor het eerst geldig gepubliceerd in 1896 door Giesbrecht.